# 順韋 (加利福尼亞州)
順韋（英語：Shumway）是位於美國加利福尼亞州拉森縣的一個非建制地區。該地的面積和人口皆未知。

## 地理
順韋的座標為40°51′49″N 120°29′28″W / 40.86361°N 120.49111°W，而該地的平均海拔高度為1548米（即5079英尺）。